# 佛朗哥·弗雷达
佛朗哥·“乔治”·弗雷达（義大利語：Franco "Giorgio" Freda，1941年2月11日—），二战后意大利极右翼新法西斯主义知识分子的领军人物之一。他创办了一家新纳粹主义出版社，并称自己是希特勒的崇拜者。他曾因涉嫌参与丰塔纳广场爆炸案而被定罪，但旋即因证据不足而被释放。他曾组建国民阵线（義大利語：Fronte Nazionale），但阵线在2000年被意大利政府取缔。当时弗雷达和其他48名成员因试图重建国家法西斯党而被判有罪。

## 人物生平
弗雷达出生于意大利帕多瓦。他以帕多瓦“全国大学行动阵线-卡拉维尔”（意大利社会运动的本科生组织）领导人的身份踏入政治生涯，当时他是一个法律系学生。
1963年，基于尤利乌斯·埃佛拉的哲学思想，他建立了Gruppo di Ar，并组织了一个极右翼图书馆。在Gruppo di Ar被取缔后，他又建立了Edizioni di Ar（Ar出版社），出版传统主义者如埃佛拉和勒内·盖农的作品。Ar出版社至今仍然活跃，继续提供当代极右翼政治和哲学文章，并重新发行阿蒂尔·德·戈比诺、奥斯瓦尔德·斯宾格勒、弗里德里希·尼采和阿尔弗雷德·鲍姆勒等19世纪和20世纪作家的书籍。
1969年，弗雷达出版了《制度的解体》一书，这本书后来成为意大利极右翼的重要著作。在该书中，弗雷达打破了传统极右翼的反共立场，提倡极左翼和极右翼组成战略联盟以颠覆资本主义社会。弗雷达的理论证明了来自对立面的极端激进势力在一齐对西方自由主义国家和苏联共产主义（毛泽东治下的中国也反对这两者）的斗争中的融合是合理的。
他也开始批评意大利社会运动的领导层，指责他们向“令人痛苦的共和国民主”妥协。他的这一立场，以及他从柏拉图处找到的明确的等级制集体主义国家的构想，为他赢得了“纳粹毛主义者”的称号。弗雷达的思想影响了20世纪70年代的诸多意大利极右翼团体，例如“人民斗争”和“第三位置”。
弗雷达自称为“民族的学者”，提出了所谓“形态种族主义”的原则。他也将自己描述为希特勒的崇拜者。在与皮诺·劳蒂接触后，他参加了新秩序的运动，尽管他从未正式加入该组织。
1971年以来，他多次受审，特别是因涉嫌参与丰塔纳广场爆炸案。尽管最终因证据不足而被释放，他仍然因“颠覆性结社”而入狱数年。
1990年，他组建了极右翼运动国民阵线，并开始出版有关经济和金融的报刊L'Antibancor。
国民阵线反对全球化和多元文化社会，于2000年被意大利政府依照曼齐诺法而取缔。弗雷达和其他48名成员因“重建国家法西斯党”（这在意大利是非法的）而被判有罪。
尽管很少公开露面和发表文章，但弗雷达仍以思想家和出版商的身份出现在极右派的舞台上。

## 涉嫌参与丰塔纳广场爆炸案
1972年3月3日，弗雷达、他的朋友乔万尼·文图拉，和意大利社会运动的组织者、极右翼运动新秩序的建立者皮诺·劳蒂一起被捕。他们被指控策划了1969年4月25日对米兰博览会和火车站的恐怖袭击，及同年8月8日和9日几起火车上的袭击。弗雷达和文图拉随后被指控参与了丰塔纳广场爆炸案。
调查人员给出了他们认为两人涉嫌犯罪的原因：
- 在丰塔纳广场使用的炸弹的成分与文图拉在袭击几日后藏在朋友家中的炸药成分完全相同。
- 爆炸中使用的Diehl Junghans计时器为弗雷达在1969年9月22日在博洛尼亚的一家商店中购买的50个之一。弗雷达后来解释说，他是为阿尔及利亚特工穆罕默德·塞林·哈米德（阿尔及利亚一直否认此人的存在）购买的计时器，后者为巴勒斯坦抵抗运动服务。以色列特勤机关的消息来源称，巴勒斯坦人没有使用过那种计时器。
- 炸弹藏匿的包裹是爆炸发生几天前在弗雷达居住的城市帕多瓦购买的。

1974年，审判从米兰移至卡坦扎罗。1978年10月4日，警察发现弗雷达从他在卡坦扎罗停留的公寓中消失了。1979年2月23日，他因丰塔纳广场爆炸案被判有罪，判处终身监禁。
1979年8月23日，弗雷达在哥斯达黎加被捕，并被引渡到意大利。之后又进行了几次审判。1981年3月20日，弗雷达因“颠覆性结社”被判15年监禁。然而，1985年8月1日，他因丰塔纳广场爆炸案被判处的终身监禁因证据不足而被推翻。文图拉的判决也被推翻。1987年，意大利最高法院宣判，因证据不足二人无罪。
20世纪90年代，政府对丰塔纳广场案进行了新的调查。调查人员声称，由于出现了新的证人，他们认为弗雷达和文图拉参与了恐怖袭击。但是，由于他们已经于1987年宣判无罪，故而不能再次对他们进行审判。弗雷达一直坚称自己是无辜的，并宣称这场大屠杀是“不道德的”。

## 国民阵线
1990年，弗雷达成立了国民阵线。1993年，该党干部因“重建法西斯政党”和“煽动种族仇恨”被捕。该党于2000年根据部长会议法令最终解散。

## 人物传记
- Fabrizio Calvi, Frédéric Laurent, Piazza Fontana - La verità su una strage, Mondadori (ISBN 8804406984) (意大利语)
- AA.VV (ed. by F. Ferraresi), La destra radicale, Feltrinelli, Milano 1984 (意大利语)
- Franco Ferraresi, Minacce alla democrazia, Feltrinelli, Milano 1995 (意大利语)
- Chiara Stellati, Una ideologia dell'Origine. Franco Freda e la controdecadenza, Edizioni di Ar, Padova 2001 (意大利语)
- AA.VV., Piazza Fontana: una vendetta ideologica, Edizioni di Ar, Padova 2005. (意大利语)